# Шиллинг, Ричард
Ричард Шиллинг (англ. Richard Shilling, род. 1973) — британский художник.
Он провел свою молодость, учась и работая в Кенте, а затем переехал в Ланкашир в 2005 году. Работает в направлении лэнд-арт и скульптура в Северо-Западной Англии. В настоящее время работает в парке Бикон Фелл Кантри в Ланкашире и в парке Мидлвуд Траст в Роберндейл в Ланкашире.